# Jen-Hsun Huang
Jen-Hsun Huang (chiń. upr. 黄仁勋; chiń. trad. 黃仁勳; pinyin Huáng Rénxūn; ur. 17 lutego 1963 w Tainanie) – współzałożyciel Nvidia Corporation, jej prezes, dyrektor generalny i członek Rady Dyrektorów od czasu jej założenia.
Pod jego kierownictwem Nvidia stała się jednym z największych, niedysponujących własnymi fabrykami, przedsiębiorstw w branży półprzewodnikowej. NVIDIA otrzymała w tym czasie liczne nagrody, między innymi dla „Najszybciej rozwijającej się firmy” według magazynu Forbes, miejsce na liście TOP 40 pisma Wired i tytuł „Inwestora roku” od Stanford Business School. Jen-Hsun Huang jest od 1999 roku członkiem rady powierniczej RAND Corporation i często wygłasza odczyty z okazji różnych wydarzeń dotyczących technologii lub biznesu. Przed założeniem firmy Nvidia Jen-Hsun Huang był szefem jednego z działów w firmie LSI Logic oraz projektantem mikroprocesorów w firmie Advanced Micro Devices (AMD). Jen-Hsun Huang uzyskał tytuł B.S.E.E (Bachelor of Science in Electrical Engineering) Uniwersytetu Stanowego Oregon oraz M.S.E.E. (Master of Science in Electrical Engineering) Uniwersytetu Stanforda.